# Deget
Deget er en lille, ubeboet ø ud for Frederikshavn og er en af Hirsholmenes otte øer. På Deget findes rester af forsvarsværker fra forskellige krige i Danmarkshistorien.
Aflejret sand og grus mellem stenene danner grundlaget for vegetationen. På øens sydspids er der badestrand og en stor sten med en længde på 7 meter, der anslås til at have en vægt på 100 tons. Der yngler store fuglekolonier på Deget. I perioden fra august til og med februar er det tilladt at besøge  øen..
Deget har en skanse bygget af Tordenskjold fra 1712 til 1715. En del af skansens side er taget af havet. Den bestod af en firkantet 50x50 m. jordvold omkranset af en grav. Skansen blev brugt under Den Store Nordiske Krig 1700-1721. 1807–1814 blev den taget i brug igen under Englandskrigen. Der er på Deget registreret 8 steder med rester af tyske krigsinstallationer i beton fra besættelsestiden 1940-45. I 1944 byggede Besættelsesmagten et lyskasterbatteri på Deget. Den ottekantede bunker nord for kæmpestenen er resterne af et fjernstyringsanlæg til lyskasteren. I betonbygningen lige ved kæmpestenen stod elværket til krigsinstallationerne.